# 9. skupina
Mezi prvky 9. skupiny periodické tabulky patří kobalt (Co), rhodium (Rh), iridium (Ir) a meitnerium (Mt). Elektronová konfigurace valenční elektronové slupky je (n-1)d7 ns2.
Všechny prvky této skupiny patří mezi nejvzácnější přechodné kovy. První tři prvky jsou tvrdé stříbřitě bílé kovy. Meitnerium je radioaktivní prvek v přírodě se nevyskytující a poprvé byl syntetizován v roce 1982.
Z této skupiny prvků má biologickou roli pouze kobalt. Je klíčovou složkou kobalaminu, známého také jako vitamín B12. Nedostatek kobalaminu se projevuje chudokrevností, hubnutím, zhoršováním paměti, třasem a mravenčením v končetinách.

## Vlastnosti
| Atomové číslo | Prvek      | Bod tání       | Bod varu       | Rok objevu | Objevitel                               |
| ------------- | ---------- | -------------- | -------------- | ---------- | --------------------------------------- |
| 27            | Kobalt     | 1768 K 1495 °C | 3200 K 2927 °C | ~1735      | Georg Brandt                            |
| 45            | Rhodium    | 2237 K 1964 °C | 3968 K 3695 °C | 1803       | William Hyde Wollaston                  |
| 77            | Iridium    | 2719 K 2446 °C | 4403 K 4130 °C | 1803       | Smithson Tennant                        |
| 109           | Meitnerium | —              | —              | 1982       | Peter Armbruster a Gottfried Münzenberg |

## Etymologie
- Kobalt - chemická značka Co, latinsky cobalt. Slovo kobalt je odvozeno z německého kobold (česky skřet nebo permoník škodící horníkům).
- Rhodium - chemická značka Rh, latinsky rhodium. Je pojmenováno podle růžové barvy jedné z jeho sloučenin s chlorem.
- Iridium - chemická značka Ir, latinsky iridium. Je pojmenováno po Iris (řecké okřídlené bohyni duhy), protože mnohé z jeho solí jsou silně zabarvené.
- Meitnerium - chemická značka Mt, latinsky meitnerium. Prvek je pojmenován po jedné ze svých objevitelek Lise Meitnerové.

## Historie objevů

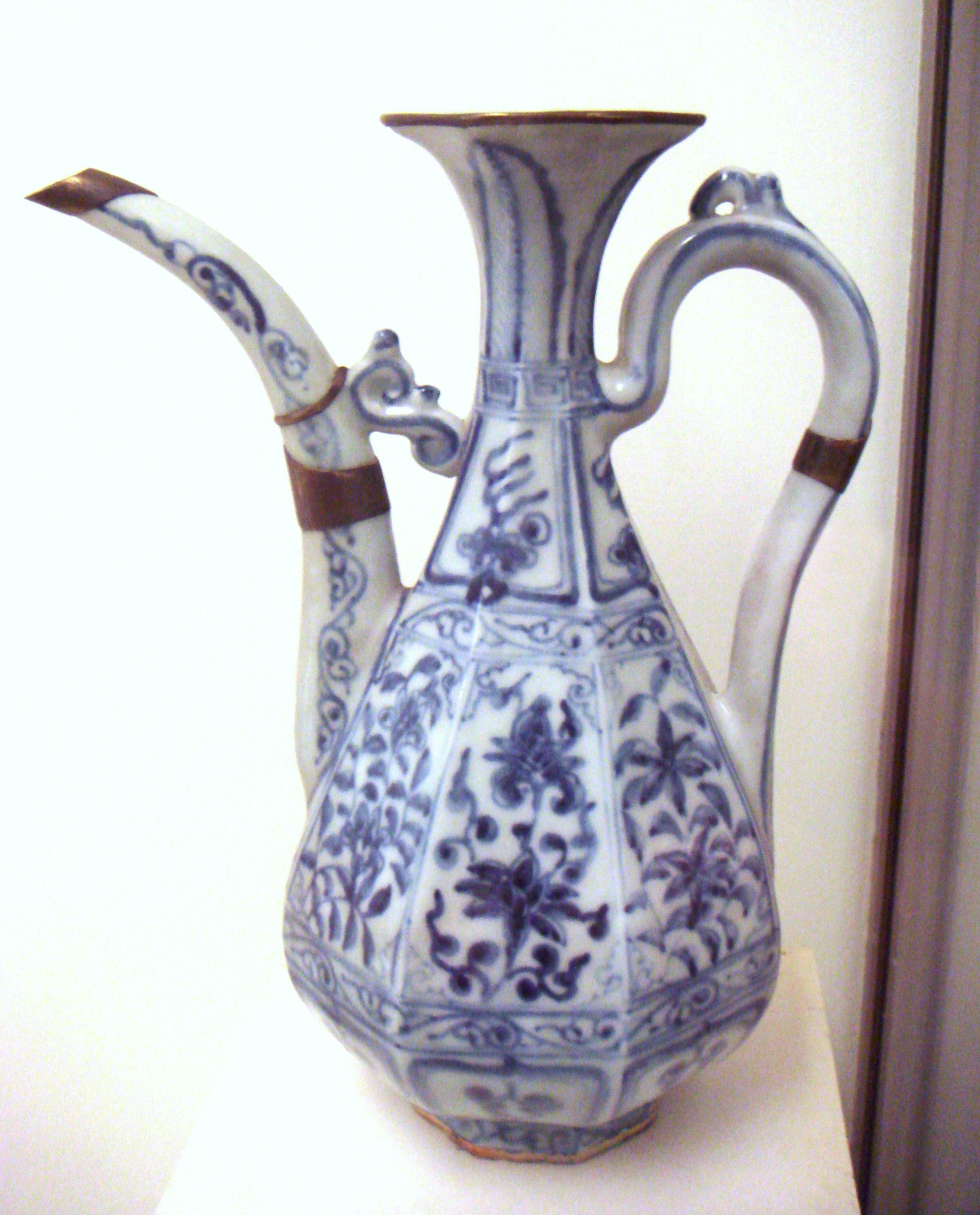
Čínský porcelán zdobený kobaltovou modří z roku 1335

### Kobalt
Sloučeniny kobaltu se po staletí používaly pro svoji sytě modrou barvu (kobaltová modř) při úpravě skla, glazur a keramiky. Ze třetího tisíciletí př. n. l. pocházejí egyptské sochy nebo perské šperky, při jejichž úpravě byl použit právě kobalt. Dále byly kobaltové výrobky nalezeny v troskách Pompejí zničených v roce 79 n. l., v Číně z období dynastie Tang (618 - 907 n. l.) a dynastie Ming (1368–1644).
Objev kobaltu v roce 1735 je připisován švédskému chemikovi Georgovi Brandtovi (1694 -1768). Nazval ho nový semi-metal. Brandt dokázal, že sloučeniny kovového kobaltu byly zdrojem modré barvy skla. Ta byla dříve připisována bismutu. Od prehistorického období se tak kobalt stal prvním kovem, který byl objeven jednotlivcem. Všechny ostatní známé kovy (železo, měď, stříbro, zlato, zinek, rtuť, cín, olovo a bismut) neměly žádného zaznamenaného objevitele.

### Rhodium

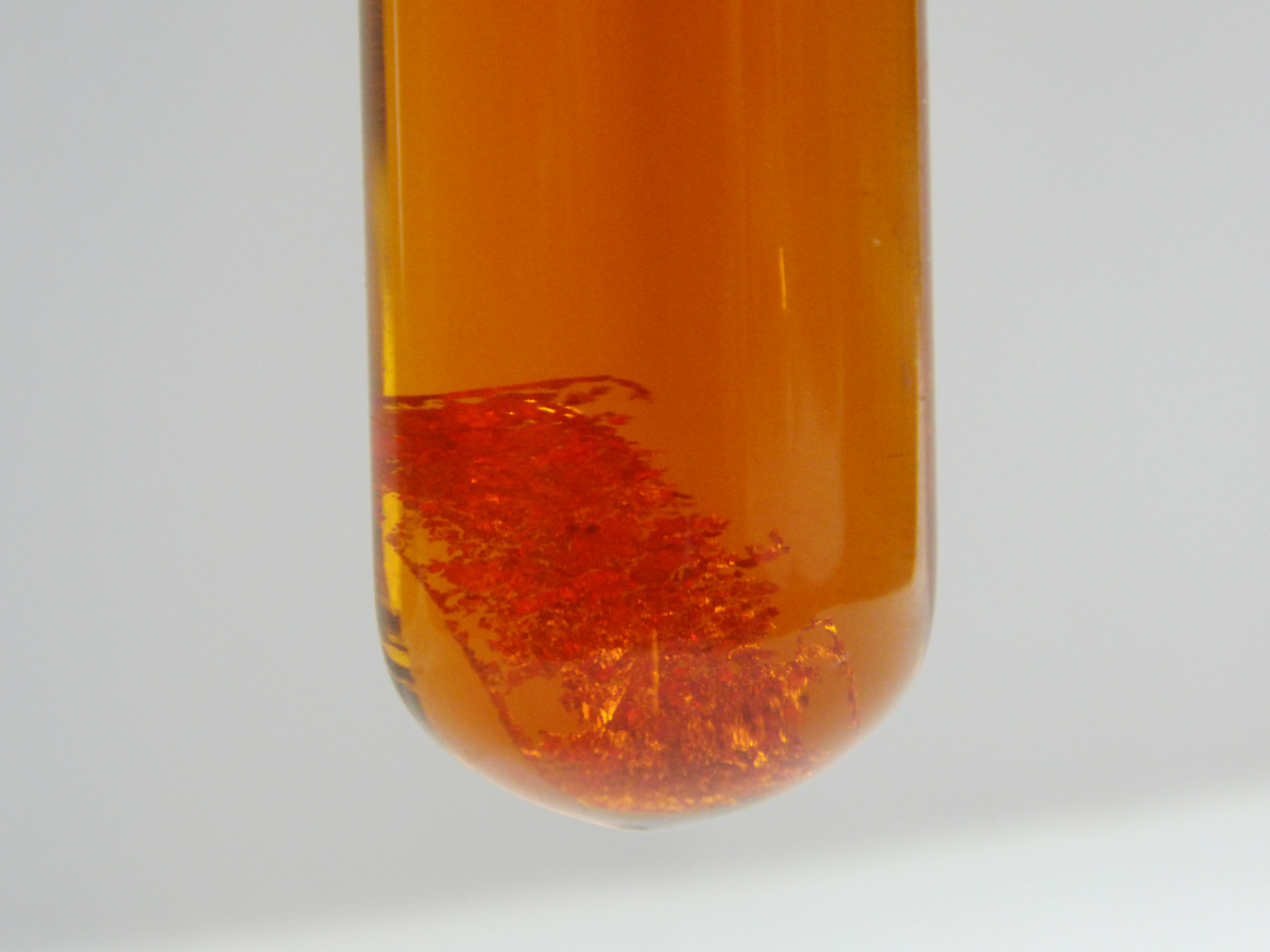
Rozpouštění zlata v lučavce královské

Rhodium objevil v roce 1803 William Hyde Wollaston brzy poté, co objevil palladium. Zkoumal surovou platinovou rudu získanou z Jižní Ameriky a použil známý postup pro rozpouštění obtížně rozpustných prvků pomocí lučavky královské (směs kyseliny dusičné a chlorovodíkové - aqua regia). Zředěná kyselina dusičná rozpustila všechno kromě palladia a rhodia. Rhodium se poté vysráželo přidáním chloridu sodného jako Na3(RhCl6).nH20. Tato růžovočervená sraženina po promytí ethanolem reagovala se zinkem, který vytěsnil rhodium v iontové sloučenině a tím uvolnil rhodium jako volný kov.

### Iridium
Stejně jako rhodium bylo iridium objeveno chemiky, kteří studovali platinovou rudu. Také oni ji rozpustily v lučavce královské, aby vytvořili rozpustné soli. Vždy však pozorovali malé množství tmavého nerozpustného zbytku. V roce 1803 britský vědec Smithson Tennant (1761–1815) analyzoval nerozpustný zbytek a dospěl k závěru, že musí obsahovat nový kov. Pojmenoval ho iridium po Iris (Ἶρις - řecké okřídlené bohyni duhy), protože mnohé ze solí, které získal, byly zabarvené. Objev iridia byl zdokumentován v dopise britské Královské společnosti ze dne 21. 6. 1804.

### Meitnerium
Meitnerium bylo poprvé syntetizováno 29. 8. 1982 německým výzkumným týmem vedeným Peterem Armbrusterem a Gottfriedem Münzenbergem v Institutu pro výzkum těžkých iontů (Gesellschaft für Schwerionenforschung) v Darmstadtu v Hesensku. Tým bombardoval terč z bismutu-209 urychlenými jádry železa-58 a detekoval jediný atom izotopu meitnerium-266. Tato práce byla potvrzena o tři roky později ve Spojeném ústavu jaderných výzkumů v Dubně nedaleko Moskvy.

## Jednotlivé prvky

### Kobalt

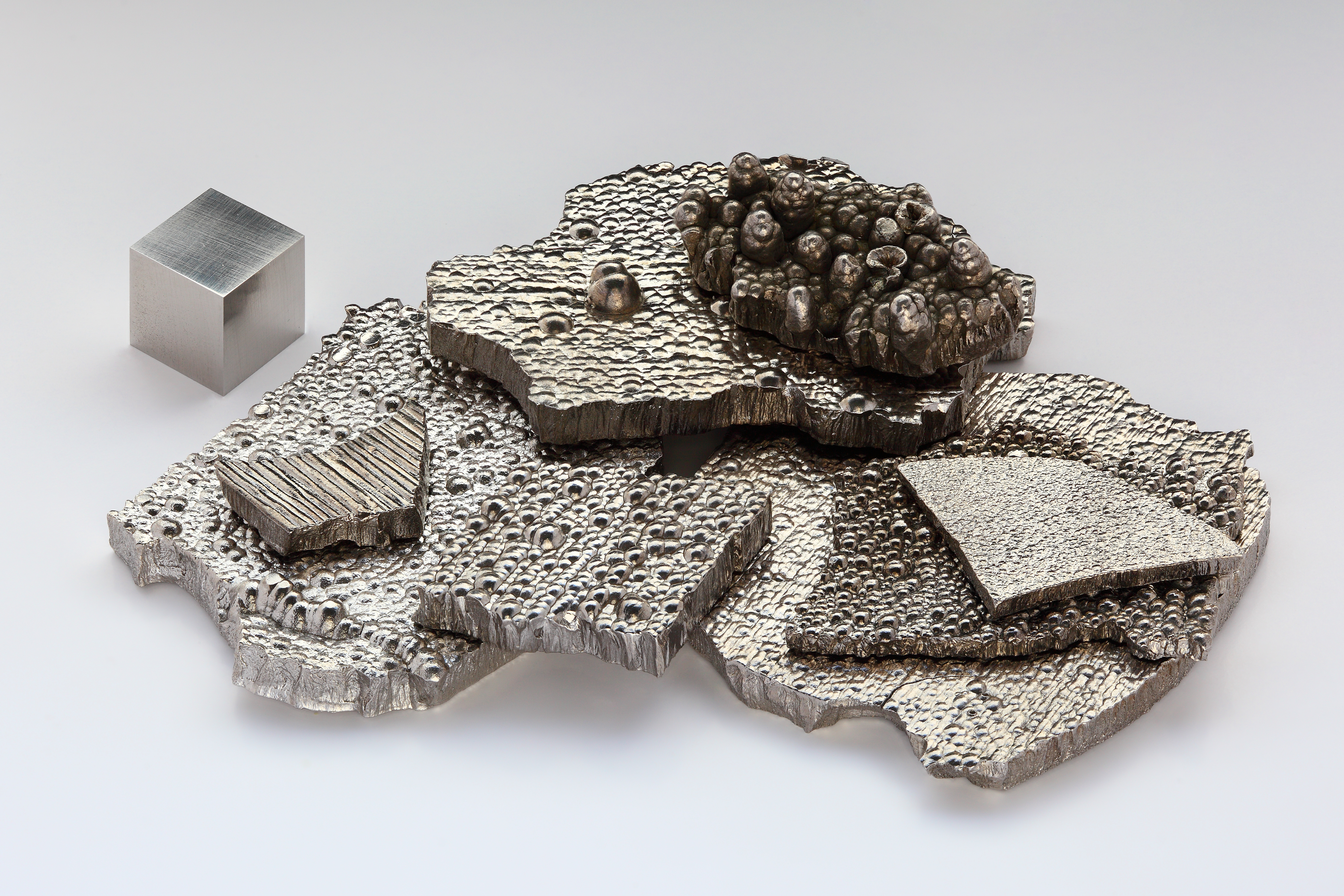
Kobalt

Kobalt je namodralý, feromagnetický, tvrdý kov, který se přirozeně vyskytuje pouze jako jeden stabilní izotop kobalt-59. Už od prehistorie byl používán k zabarvení skla do tmavě modré barvy. Jsou to sloučeniny křemičitan kobaltnatý (Co2SiO4) a hlinitan kobaltnatý (CoAl2O4, kobaltová modř), které dodávají sklu, keramice, inkoustům, barvám a lakům výraznou sytě modrou barvu.
V současnosti se kobalt používá v lithium-iontových bateriích a při výrobě magnetických slitin odolných proti opotřebení a vysoce pevných slitin. V petrochemickém průmyslu se používá jako katalyzátor při rafinaci ropy. Zbavuje jí obsahu síry, která při spalování znečišťuje životní prostředí a způsobuje kyselé deště. Kobalt-60 je komerčně důležitý radioizotop, používaný jako radioaktivní indikátor a pro produkci vysokoenergetického záření gama.

### Rhodium

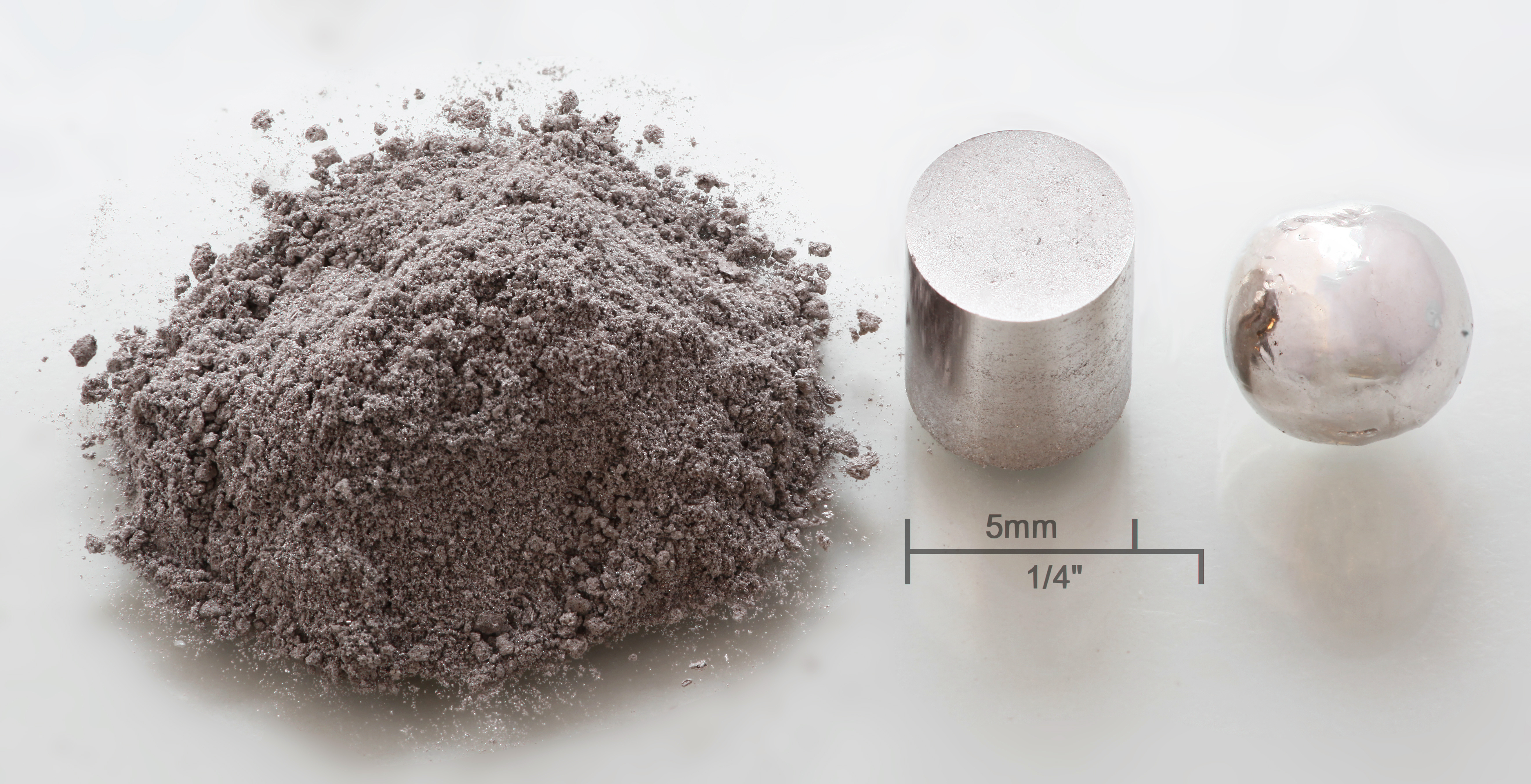
Rhodium

Rhodium je tvrdý, stříbřitý a velmi odolný kov, který má vysokou odrazivost. Kovové rhodium normálně nevytváří oxid, ani při zahřátí. Kyslík je absorbován z atmosféry pouze při teplotě tání rhodia, ale uvolňuje se při jeho tuhnutí. Rhodium má vyšší bod tání a nižší hustotu než platina. Nereaguje s většinou kyselin, je zcela nerozpustný v kyselině dusičné a mírně se rozpouští v lučavce královské. Rhodium, jako lesklý kov, se používá ve šperkařství .

### Iridium

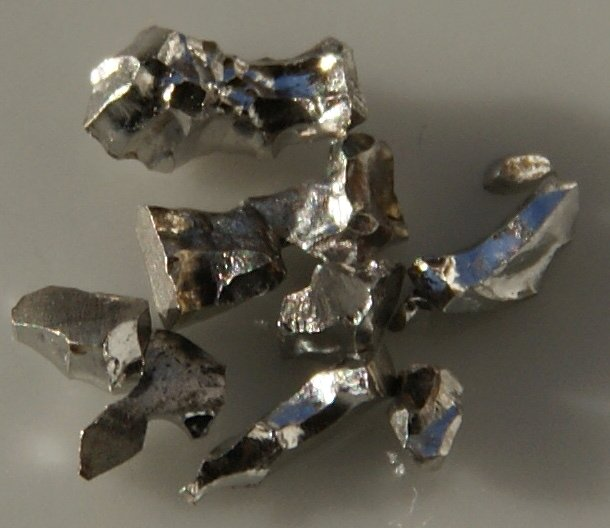
Iridium

Iridium je ušlechtilý, poměrně tvrdý ale křehký kov. Elektricky i tepelně je středně dobře vodivý. Za teplot pod 0,112 K se stává supravodičem. V přírodě se vyskytuje společně s jinými drahými kovy pouze jako ryzí kov, převážně v okolí míst dopadu meteoritů. Iridium se používá hlavně jako tvrdidlo pro slitiny platiny.
Iridium je nejvíce korozivzdorný kov, protože není napadán kyselinami, včetně lučavky královské. V přítomnosti kyslíku reaguje s kyanidovými solemi. Reaguje také přímo se sírou při atmosférickém tlaku za vzniku disulfidu iridia.

### Meitnerium
Meitnerium se v přírodě nenachází. V laboratořích byla syntetizována pouze nepatrná množství meitneria. Nebylo však izolováno v čisté formě a jeho fyzikální a chemické vlastnosti nebyly dosud určeny. Je považováno za homolog k iridiu. Všechny jeho známé izotopy jsou radioaktivní s krátkým poločasem rozpadu.